# Viničný kanál
Viničný kanál je umělý, občasný vodní tok VI. řádu na Záhoří, v katastru obce Jakubov v okrese Malacky. Jeho celková délka činí 3,202 km, plocha odtokové oblasti cca 1,679 km² a povodí i s bezodtokovými oblastmi cca 2,806 km².
Jeho koryto vzniká nedaleko cesty II. třídy Záhorská Ves - Malacky u Jakubova, pod Hromovým vrškem (150 m n. m.), ve výšce 147,5 m n. m. S Borinským kanálem vytváří coby sekundární zdrojnice Lúčny kanál ve výšce 144 m n. m. (u asfaltové cesty za Jakubovem směrem k Zohorskému kanálu); místo soutoku se nazývá Hoštáky.

## Popis toku
Po vzniku teče na západ a po 200 metrech přibírá Dubový kanál, pak se stáčí na severozápad a tímto směrem teče 750 metrů. Následně se prudce o 90 stupňů stočí na jihozápad a po chvíli znovu o 90 stupňů na severozápad na místě, kde do něj zleva ústí Včelínský kanál. Krátce teče severozápadním směrem, pak se stáčí na sever, pokračuje 600 metrů a v bezejmenné mokřině se prudce stáčí na jih. Dále teče přes 500 m, kde se v nadmořské výšce 144 m n. m. setkává s Borinským kanálem a vytváří Luční kanál. Borinský kanál je silnější, takže Viničný kanál je sekundární zdrojnice.